# Pandemia de COVID-19 na Coreia do Norte
Este artigo documenta a cronologia dos eventos e as reações governamentais norte-coreanas na pandemia de COVID-19 e pode não incluir todas as respostas e medidas mais recentes tomadas.

## Contexto
No início da pandemia de coronavírus de 2019-2020, o governo norte-coreano negou oficialmente à Organização Mundial da Saúde que eles tinham algum caso de COVID-19. No entanto, de acordo com a mídia sul-coreana Daily NK, 180 soldados morreram. Não há estimativa dos que estão apenas infectados. No início de fevereiro de 2020, o governo norte-coreano adotou medidas duras para bloquear a propagação do coronavírus. Nos portos do país, Rodong Sinmun, porta-voz do Partido dos Trabalhadores da Coreia, relatou que os funcionários da alfândega do porto de Nampo estavam realizando atividades de desinfecção, colocados em importações de quarentena.

## Cronologia

### Janeiro
- 22 de janeiro de 2020 — a Coreia do Norte baniu turistas estrangeiros.[5]
- 23 de janeiro de 2020 — os casos suspeitos em Sinuiju foram colocados em quarentena.[6]
- 30 de janeiro de 2020 — a agência de notícias da Coreia do Norte (ACNC) declarou uma "emergência de Estado" e informou o estabelecimento de sedes antiepidêmicas em todo o país.[7]

### Fevereiro
- 2 de fevereiro de 2020 — a ACNC informou que todas as pessoas que entraram no país após 13 de janeiro foram colocadas sob "supervisão médica".[7]
- 7 de fevereiro de 2020 — o meio de comunicação sul-coreano Daily NK afirmou que cinco norte-coreanos em Sinuiju, na província norte de Pyongan, morreram.[8] No mesmo dia, o Korea Times informou que uma mulher norte-coreana que vivia na capital de Pyongyang estava infectada.[9] Apesar de nenhuma confirmação das autoridades norte-coreanas sobre as reivindicações, o país implementou medidas mais rigorosas para combater a propagação do vírus.[10][11]
- 18 de fevereiro de 2020 —  Embora a mídia sul-coreana tenha compartilhado notícias sugerindo a propagação da epidemia COVID-19 para a Coreia do Norte, a OMS negou a veracidade de tais alegações. Em 18 de fevereiro, Rodong Sinmun, o jornal oficial do Partido dos Trabalhadores da Coreia, citou uma autoridade de saúde pública que reiterava que o país "não tinha nenhum caso confirmado do novo coronavírus até agora". A OMS priorizou a ajuda para a Coreia do Norte, incluindo o envio de equipamentos e suprimentos de proteção.[12]

### Março
- 14 de março de 2020 — a mídia estatal da Coreia do Norte informou que não havia casos confirmados em seu território.[13]

### Abril
- 1 de abril de 2020 — A Coréia do Norte continua a afirmar que não tem caso registrado de contaminação por covid-19 em seu território, sendo uma das poucas exceções mundiais que não tem caso confirmado. O país isolado, que  foi capaz de desenvolver armamento nuclear, fechou rapidamente as fronteiras em janeiro, quando o vírus foi detectado na vizinha China, e adotou rígidas medidas de confinamento.  Pak Myong Su, diretor do departamento que luta contra as epidemias, insistiu que os esforços deram resultado. “Até o momento, nenhuma pessoa foi infectada com o novo coronavírus no país”, declarou Pak à AFP.  “Adotamos medidas preventivas e científicas como inspeções e quarentenas para todas as pessoas que chegavam ao país, desinfetamos os produtos e fechamos as fronteiras e bloqueamos todas as rotas marítimas e aéreas”.  Praticamente todos os países do mundo registraram algum caso do novo coronavírus. A Organização Mundial da Saúde (OMS) anunciou na quarta-feira, 01 de abril de 2020 que quase um milhão de pessoas contraíram o vírus. Além da China, a Coreia do Sul registrou um dos piores focos da pandemia, que já matou mais de 230.000 pessoas no mundo.[14]  De acordo com especialistas, o norte da península coreana é particularmente vulnerável ao vírus devido a seu frágil sistema de saúde. Os desertores acusam as autoridades de ocultar um surto da doença.  O comandante militar americano na Coreia do Sul, general Robert Abrams, declarou no mês passado que tinha “praticamente certeza” de que o Norte registrava casos do vírus.  Em fevereiro, o ministério das Relações Exteriores da Rússia anunciou que enviou a Pyongyang 1.500 kits de diagnóstico após um pedido, dado “o risco existente do COVID-19”.[15][16]
- 23 de  de 2020 — o Daily NK informou que um norte-coreano desertor que foi baleado tentando atravessar o rio Tumen para a China deu positivo para o vírus.[17]
- 26 de abril de 2020 — as restrições aos estrangeiros que viajavam em Pyongyang foram relaxadas, o porto de Nampo foi reaberto a navios porta-contêineres e a 14ª Assembléia Popular Suprema, com centenas de delegados, foi realizada sem o uso de máscaras faciais.[18][19]

### Maio
- 26 de maio 2020 — até esta data, nenhum caso foi notificado pelas autoridades norte-coreanas e a real situação do país é desconhecida pela imprensa internacional e pela Organização Mundial da Saúde (OMS).[20][21][22]

### Junho
- 29 de junho de 2020 — o líder Kim, assume, pela primeira vez, que talvez possa existir um caso com possíveis sintomas de covid-19.[23][24] O presidente culpou a sua vizinha Coreia do Sul pelo ocorrido, uma vez que, o suposto doente, seria um desertor do norte, que foi encontrado na cidade fronteiriça de Kaesong, cerca de 50 quilômetros a noroeste de Seul. Embora Kim, tenha dito que o resultado para covid-19 é incerto, o mesmo ordenou o isolamento completo da cidade e quarentena dos indivíduos que entraram em contato com o desertor.[25]

### Maio de 2022
O líder da Coreia do Norte, Kim Jong-un, impôs o isolamento no país, devido ao primeiro caso de covid-19, desde o início da pandemia.